# لاري إي. سميث
لاري إي. سميث هو باحث في مجال الذكاء الاصطناعي وملحن ومغني كندي، ولد في 27 أكتوبر 1945 في تورونتو في كندا.

## وصلات خارجية
- لاري سميث على موقع ميوزك برينز (الإنجليزية)
- لاري سميث على موقع ميوزك برينز (الإنجليزية)